# Обмежена відповідальність
Обме́жена відповіда́льність (англ. Limited Liability)  — це правовий статус, за якого фінансова відповідальність засновників і учасників (контролюючих акціонерів, менеджерів тощо) компанії, обмежена фіксованою  сумою, як правило, вартістю фактично вкладених у підприємство (корпорацію, компанію чи спільне підприємство) коштів (інвестицій) особи шляхом участі у його статутному капіталі або придбанні його акцій, на відміну від, наприклад, повної відповідальності, при якій учасники несуть відповідальність також іншим своїм майном. 

## Опис
Обмежена відповідальність є загальним принципом цивільно-правової відповідальності і означає, що юридична особа відокремлена від своїх засновників та учасників і несе самостійну відповідальність за своїми зобов'язаннями. Учасник (засновник) юридичної особи не відповідає за зобов'язаннями юридичної особи, а юридична особа не відповідає за зобов'язаннями її учасника (засновника), крім випадків, встановлених установчими документами та законом. Принцип обмеження відповідальності лежить в основі концепції правосуб'єктності юридичної особи — концепції існування юридичної особи. Принцип обмеженої відповідальності юридичної особи є одним з основоположних принципів  корпоративного права переважної більшості країн.
Цей принцип допомагає залучати інвестиції в ризиковані комерційні проекти, оскільки інвестори переконані, що в разі невдачі проекту вони нестимуть відповідальність лише в межах свого внеску, не ставлячи себе під загрозу втрати всіх статків. За допомогою купівлі-продажу акцій (частки) у статутному капіталі компанії цей принцип сприяє залученню інвестицій у стартапи та інші ризикові проекти, а засновники (учасники) несуть ризик збитків лише в межах вартості їхніх акцій або часток у статутному капіталі компанії.
Обмежена відповідальність розглядається багатьма економістами як спосіб стимулювання підприємництва, як з точки зору започаткування малого бізнесу, так і з точки зору випуску акцій та залучення інвесторів для фінансування діяльності компанії.
Серед різних форм організації бізнесу у світовій економічній та правовій системах принцип обмеженої відповідальності присутній лише частково, і ступінь відповідальності варіюється, наприклад, акціонер, який є директором, несе додаткову відповідальність.
У 1989 році Європейський союз прийняв Директиву «Twelfth Council Company Law Directive», яка вимагала від держав-членів ЄС внести зміни до свого законодавства, щоб дозволити створення форми підприємництва з обмеженою відповідальністю для фізичних осіб (наприклад, ТОВ з одним учасником чи фізичні особи-підприємці).

### Україна
Обмежена відповідальність є загальним принципом цивільно-правової відповідальності, закріпленим у статті 96 Цивільного кодексу України. За приписами частин першої, третьої статті 96 Цивільного Кодексу України юридична особа самостійно відповідає за своїми зобов'язаннями.
В Україні формами підприємств з обмеженою відповідальністю є Товариство з обмеженою відповідальністю та акціонерне товариство, учасники /акціонери яких несуть ризик збитків у межах їх внесків до статутного/акціонерного капіталу, а додаткові вимоги до учасників не висуваються (на відміну від повного чи командитного товариства). Фізична особа-підприємець в Україні не користується обмеженою відповідальністю.

## Критика
Деякі критики доводять, що обмежена відповідальність надає переваги кредиторам, які можуть домовитись з підприємством про додаткове забезпечення/страхування, а от борги підприємства перед малими кредиторами залишаються в такому випадку незабезпеченими. Інші вважають, що обмежена відповідальність позитивно впливає на розвиток підприємництва, однак не повинна поширюватись на випадки завдання екологічної шкоди, фізичної чи моральної шкоди особі.
Анархо-капіталіст Мюррей Ротбард у своїй праці «Влада та ринок: Держава та економіка» (1970) критикував обмежену відповідальність у англійському праві, одночасно зазначаючи, що аналогічні види підприємництва можуть теоретично виникнути в результаті спільної та добровільної згоди учасників філософського вільного ринку.